# Kabinett Pompidou III
Das Kabinett Pompidou III wurde am 8. Januar 1966 ernannt und von Premierminister Georges Pompidou gebildet. Das Kabinett folgte dem Kabinett Pompidou II, befand sich bis zum 1. April 1967 im Amt und wurde dann vom Kabinett Pompidou IV abgelöst.

## Kabinett

### Minister
Dem Kabinett gehörten folgende Minister an:
| Amt                                                    | Name                      | Beginn der Amtszeit | Ende der Amtszeit |
| ------------------------------------------------------ | ------------------------- | ------------------- | ----------------- |
| Premierminister                                        | Georges Pompidou          | 8. Januar 1966      | 1. April 1967     |
| Staatsminister, Kulturminister                         | André Malraux             | 8. Januar 1966      | 1. April 1967     |
| Staatsminister, Minister für die Reform der Verwaltung | Louis Joxe                | 8. Januar 1966      | 1. April 1967     |
| Staatsminister, Minister für Überseegebiete            | Pierre Billotte           | 8. Januar 1966      | 1. April 1967     |
| Siegelbewahrer, Justizminister                         | Jean Foyer                | 8. Januar 1966      | 1. April 1967     |
| Außenminister                                          | Maurice Couve de Murville | 8. Januar 1966      | 1. April 1967     |
| Innenminister                                          | Roger Frey                | 8. Januar 1966      | 1. April 1967     |
| Minister für die Streitkräfte                          | Pierre Messmer            | 8. Januar 1966      | 1. April 1967     |
| Minister für Finanzen und Wirtschaft                   | Michel Debré              | 8. Januar 1966      | 1. April 1967     |
| Minister für nationale Bildung                         | Christian Fouchet         | 8. Januar 1966      | 1. April 1967     |
| Minister für Ausrüstung                                | Edgard Pisani             | 8. Januar 1966      | 1. April 1967     |
| Landwirtschaftsminister                                | Edgar Faure               | 8. Januar 1966      | 1. April 1967     |
| Industrieminister                                      | Raymond Marcellin         | 8. Januar 1966      | 1. April 1967     |
| Sozialminister                                         | Jean-Marcel Jeanneney     | 8. Januar 1966      | 1. April 1967     |
| Minister für Veteranen und Kriegsopfer                 | Alexandre Sanguinetti     | 8. Januar 1966      | 1. April 1967     |
| Minister für Post und Telekommunikation                | Jacques Marette           | 8. Januar 1966      | 1. April 1967     |
| Minister für Jugend und Sport                          | François Missoffe         | 8. Januar 1966      | 1. April 1967     |

### Beigeordnete Minister und Staatssekretäre
Dem Kabinett gehören ferner folgende Beigeordnete Minister und Staatssekretäre an:
| Amt | Name                  | Beginn der Amtszeit | Ende der Amtszeit |
| --- | --------------------- | ------------------- | ----------------- |
| Staatssekretär beim Premierminister für Beziehungen zum Parlament                                         | Pierre Dumas          | 8. Januar 1966      | 1. April 1967     |
| Staatssekretär beim Premierminister für Information                                                       | Yvon Bourges          | 8. Januar 1966      | 1. April 1967     |
| Staatssekretär im Außenministerium                                                                        | Jean de Broglie       | 8. Januar 1966      | 1. April 1967     |
| Staatssekretär für Zusammenarbeit im Außenministerium                                                     | Jean Charbonnel       | 8. Januar 1966      | 1. April 1967     |
| Staatssekretär im Innenministerium                                                                        | André Bord            | 8. Januar 1966      | 1. April 1967     |
| Staatssekretär für den Haushalt im Finanz- und Wirtschaftsministerium                                     | Robert Boulin         | 8. Januar 1966      | 1. April 1967     |
| Staatssekretär für Außenhandel im Finanz- und Wirtschaftsministerium                                      | Charles de Chambrun   | 8. Januar 1966      | 1. April 1967     |
| Staatssekretär im Ministerium für nationale Bildung                                                       | Michel Habib-Deloncle | 8. Januar 1966      | 1. April 1967     |
| Staatssekretär für Wohnungsbau im Ministerium für Ausrüstung                                              | Roland Nungesser      | 8. Januar 1966      | 1. April 1967     |
| Staatssekretär für Verkehr im Ministerium für Ausrüstung                                                  | André Bettencourt     | 8. Januar 1966      | 1. April 1967     |
| Beigeordneter Minister für wissenschaftliche Forschung und Atom- und Raumfahrtfragen im Sozialministerium | Alain Peyrefitte      | 8. Januar 1966      | 1. April 1967     |